# Chasmodia jamesonae
Chasmodia jamesonae är en skalbaggsart som beskrevs av Deloya 1998. Chasmodia jamesonae ingår i släktet Chasmodia och familjen Rutelidae. Inga underarter finns listade i Catalogue of Life.